# Associação Desportiva Portomosense
A Associação Desportiva Portomosense é um clube português, localizado na vila de Porto de Mós, distrito de Leiria.

## Futebol

### Histórico (inclui 07/08)[3]
|                    | Nº Presenças | Títulos |
| ------------------ | ------------ | ------- |
| Temporadas na 1ª   | 0            |         |
| Temporadas na 2ª   | 2            |         |
| Temporadas na 2ª B | 1            |         |
| Temporadas na 3ª   | 13           |         |
| Taça de Portugal   | 21           |         |
| Taça da Liga       | 0            |         |

### Classificações
|           | I | II | II B | III | AF  | Pontos | Jornadas | V   | E   | D   | G.M. | G.S. | Diff. |
| 2008-2009 |   |    |      |     | ... | ...    | ...      | ... | ... | ... | ...  | ...  | ...   |
| 2007-2008 |   |    |      | 8   |     | 40 pts | 26       | 11  | 7   | 8   | 33   | 27   | +6    |
| 2006-2007 |   |    | 13   |     |     | 22 pts | 26       | 4   | 10  | 12  | 21   | 44   | -23   |
| 2005-2006 |   |    | 11   |     |     | 27 pts | 26       | 5   | 12  | 9   | 26   | 27   | -1    |
| 2004-2005 |   |    |      | 1   |     | 78 pts | 34       | 23  | 9   | 2   | 60   | 26   | +34   |
| 2003-2004 |   |    | 19   |     |     | 39 pts | 38       | 7   | 18  | 13  | 50   | 54   | -4    |
| 2002-2003 |   |    |      | 2   |     | 62 pts | 32       | 17  | 11  | 4   | 66   | 33   | +33   |

## História
O clube foi fundado em 1974.
O seu atual presidente é Filipe Miguel. Na época de 2005-2006, disputou a 2ª divisão B, série C.

## Estádio
A equipa da AD Portomosense disputa os seus jogos em casa no Parque de Jogos de Porto de Mós com capacidade para 1 500 pessoas.

## Palmarés[2]
- Campeão Nacional da III Divisão: 2004/05
- Campeonato de Horna: 2012/13, 2008/09, 1994/95
- 1ª Divisão da AFL: 1990/91
- Taça de Leiria: 2021/22, 2010/11, 1994/95
- Supertaça António Vieira Ascenso: 2021/22, 2012/13, 2010/11